# Pexopsis flavipsis
Pexopsis flavipsis är en tvåvingeart som beskrevs av Sun och Zhao 1993. Pexopsis flavipsis ingår i släktet Pexopsis och familjen parasitflugor.
Artens utbredningsområde är Hebei (Kina). Inga underarter finns listade i Catalogue of Life.